# ويليام ك. همر
ويليام ك. همر (بالإنجليزية: William C. Hammer)‏ هو محامي وسياسي أمريكي، ولد في 24 مارس 1865 في آشبورو في الولايات المتحدة، وتوفي بنفس المكان في 26 سبتمبر 1930. حزبياً، نشط في الحزب الديمقراطي. وقد انتخب عضو مجلس النواب الأمريكي.